# Büyükşehir Belediyesi Ankara SK
Büyükşehir Belediyesi Ankara Spor Kulübü ist eine türkische Eishockeymannschaft aus Ankara, die seit 1992 mit Unterbrechungen in der türkischen Superliga spielt. Die Mannschaft ist die 1978 gegründete Eishockeyabteilung des Sportvereins Ankaraspor.

## Geschichte
Zur Gründung der türkischen Superliga im Jahr 1993 baute der renommierte türkische Sportverein Ankaraspor eine eigene Eishockeyabteilung auf, die gleich die Premierensaison gewann. Der Verein ist türkischer Rekordmeister mit sieben Titeln, wobei man vor allem in der Anfangszeit die Liga dominierte. So gewann man in den ersten zehn Jahren des Ligabestehens sieben Titel und seit 2003 keinen mehr. Nachdem die Mannschaft 2013 bis 2015 auf die Teilnahme an der Liga verzichtete, kehrte sie 2015 zurück.

## Erfolge
- Türkischer Meister (7×): 1993, 1994, 1995, 1997, 2000, 2002, 2003

## Stadion
Die Heimspiele von Büyükşehir Belediyesi Ankara SK werden in der G.S.İ.M. Buz Pateni Sarayı in Ankara ausgetragen, die 1.150 Zuschauern Platz bietet.